# Petitio principii
In logica, la definizione latina petitio principii ("petizione di principio" o "risposta con la premessa") indica un ragionamento fallace nel quale la proposizione che deve essere provata è supposta implicitamente o esplicitamente nelle premesse. L'affermazione da dimostrare, quindi, viene data per scontata durante il ragionamento che dovrebbe, al contrario, dimostrare che è vera.
Spesso nella petitio principii la conclusione è semplicemente una riscrittura d'una parte delle premesse. In casi più difficili le premesse sono la conseguenza delle conclusioni. Un caso particolare di petitio principii è il diallele o ragionamento circolare, il quale è sempre una petitio principii in cui le premesse derivano dalle conseguenze e, a seguire, le seconde dalle prime.

## Nel linguaggio non scientifico
Si trova spesso evidenza di ricorso alla petitio principii nel linguaggio ascientifico (pseudoscienza) nel tentativo di mettere in opera artifici retorici al fine di convincere l'interlocutore della bontà di tesi non dimostrate (teorie del complotto, esistenza delle divinità e altre affermazioni metafisiche o paranormali). Spesso si basano sull'inversione dell'onere della prova.
Per esempio, frasi ascientifiche come le seguenti fanno largo uso del ricorso alla petitio principii:
- «il motivo scientifico che spiega perché non è possibile dimostrare scientificamente i poteri paranormali è che esiste l'effetto psi-negativo (che li inibisce), che si manifesta nel caso degli esperimenti scientifici col paranormale»;
- «i poteri paranormali sono una verità scientificamente dimostrata, pertanto la scienza mette a nudo la propria fallacia non riuscendo a dimostrare che essi esistono per davvero».
- «l'esistenza di Dio è provata non per fede ma tramite le prove metafisiche della ragione, la scienza è invece fallace perché non può provare che non esiste» né sul campo metafisico (che non le compete) né sul campo fisico
- «l'aldilà esiste fino a prova contraria e la scienza non può provare che non esiste»
- «la Sindone di Torino presenta troppe caratteristiche di veridicità e di probabilità, quindi è il vero sudario miracoloso di Cristo, e per forza di cose il test del carbonio 14 è stato falsato e false sono le varie ipotesi prettamente scientifiche»[2][3][4]
- «molti ebrei sono ricchi e influenti quindi la teoria del complotto giudaico è vera»
- «è ovvio che Gesù Cristo non è mai esistito quindi tutte le prove sono false»

## Esempi
- «Basta osservare un pollo arrosto per sapere che i polli non sono esseri viventi» (caso della premessa esplicita: un pollo «arrosto» è giocoforza morto).
- «Tutti coloro che hanno confessato i loro crimini sono colpevoli, dunque la giustizia deve condannarli» (caso della premessa implicita: la giustizia condanna in base alle confessioni dunque coloro che confessano sono, per definizione, colpevoli).
- «Wellington si trova in Nuova Zelanda, pertanto in Nuova Zelanda c'è Wellington».
- «L'oppio causa sonno poiché ha qualità soporifere».